# Atuagkat
Atuagkat (alte grönländische Rechtschreibung für Atuakkat („Bücher“)) war ein grönländischer Verlag und Buchhandel.

## Geschichte

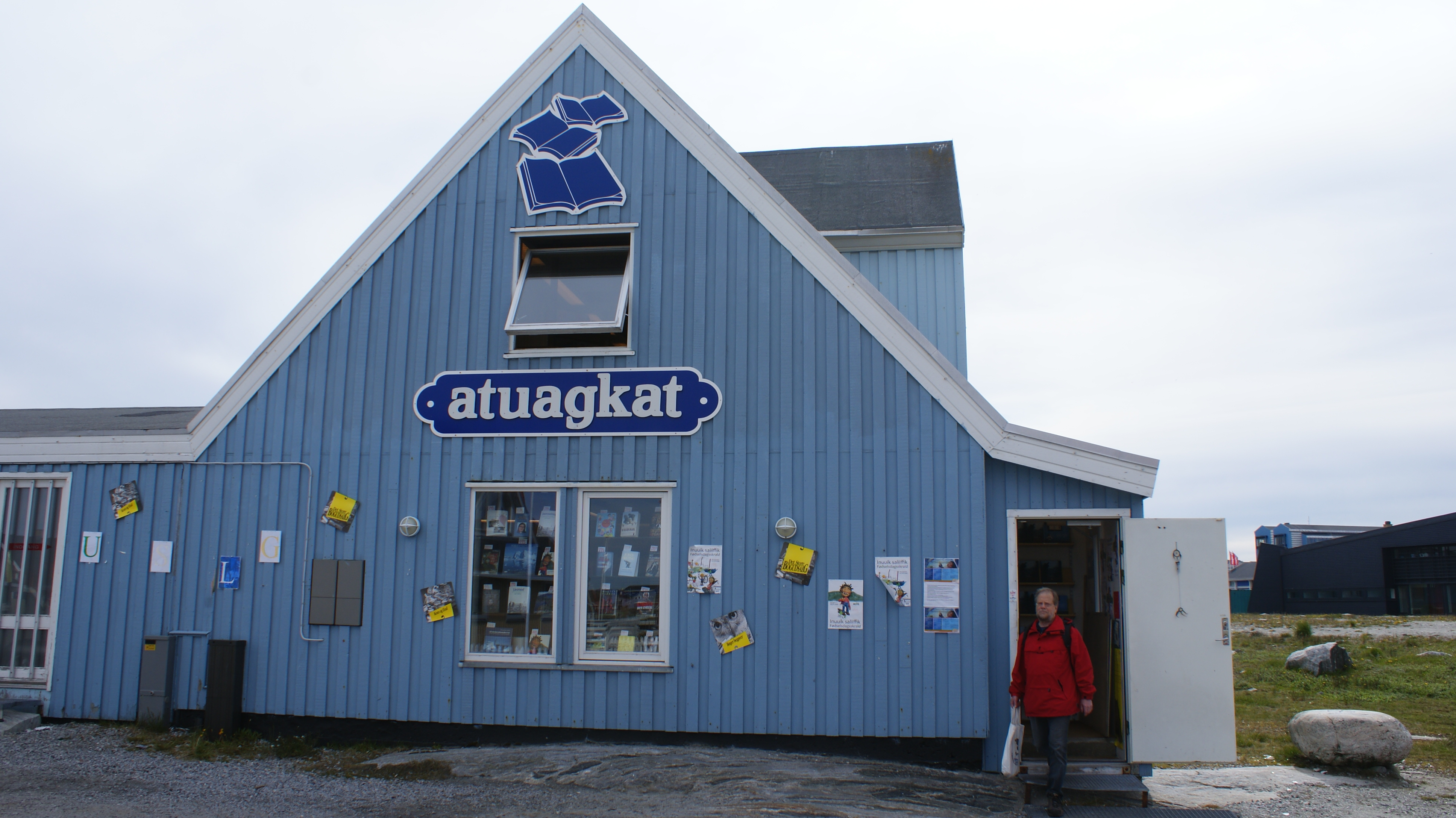
Das frühere Gebäude der Buchhandlung, an dessen Stelle heute das Nuuk Center steht (2010)

Die Geschichte von Atuagkat geht ins Jahr 1908 zurück, als Knud Rasmussen die Grönländische Literaturgesellschaft gründete. Diese wurde 1956 durch den von Grønlands Landsråd gegründeten Grönländischen Verlag ersetzt. Dieser sollte grönländische Literatur herausgeben und erhielt dafür jährlich 50.000 kr. staatlichen Zuschuss. 1966 kaufte der Vorsitzende des Verlags, Landesbibliothekar Hans Westermann, ein früheres Fotostudio, um darin einen Buchhandel einzurichten, um den Verlag finanziell zu unterstützen. Durch die Gründung des Buchhandels entfiel der Staatszuschuss. Als erster Buchhändler wurde Bent Elkjær Danielsen angestellt. 1968 wurde Poul Bay Direktor des Unternehmens. Unter ihm war Atuagkat sehr erfolgreich; das grönländische Schriftstellertum florierte und 1975 wurde die grönländische Autorenvereinigung gegründet. Zum 15-jährigen Jubiläum des Buchhandels gehörte dieser zu den zehn größten Buchhandelsunternehmen des Königreichs Dänemark, wobei auf einer Fläche von 250 m² verkauft wurde, während es 1970 erst 42 m² gewesen waren. 1985 wurde Inger Hauge Direktorin des Buchhandels, während der Verlag inaktiv wurde. Von 1986 bis 2001 verkaufte das Unternehmen auch Büroausstattung, da Atuagkat mit dem Unternehmen von Inger Hauges Ehemann Steen Amandus fusionierte. Erst 1994 wurde der Verlag neugegründet und gab bis 2004 86 Bücher heraus. 2005 übernahmen Dorthe und Claus Jordening den Buchhandel, während Inger Hauge weiterhin den Verlag leitete. 2010 musste der Buchladen geschlossen werden, da das Gebäude zugunsten des Nuuk Center abgerissen werden sollte. Atuagkat wurde einige Monate an anderer Stelle später wiedereröffnet, aber auch dieses Gebäude wurde 2012 abgerissen, woraufhin der Buchladen 2012 im Nuuk Center neueröffnete und eine Kooperation mit dem dänischen Buchhandelsunternehmen Bog & Idé einging. Diese endete 2017, woraufhin man ein Teil von BOGhandleren wurde. 2025 schlossen Dorthe und Claus Jordening Grönlands einzigen Buchhandel, nachdem es ihnen nicht gelungen war, einen Käufer zu finden.